# 蒙彼利埃 (密西西比州)
蒙彼利埃（英語：Montpelier）是位於美國密西西比州克萊縣的非建制地區。

## 歷史
蒙彼利埃的郵局自1853年營運至今。

## 地理
蒙彼利埃所處的海拔為高於海平面88米（即289英呎），而該地所採用的時區為UTC-6，即北美中部時區（CST）。同時該地設有夏令時間，為UTC-6調快一小時，即UTC-5（CDT）。